# 하펠강

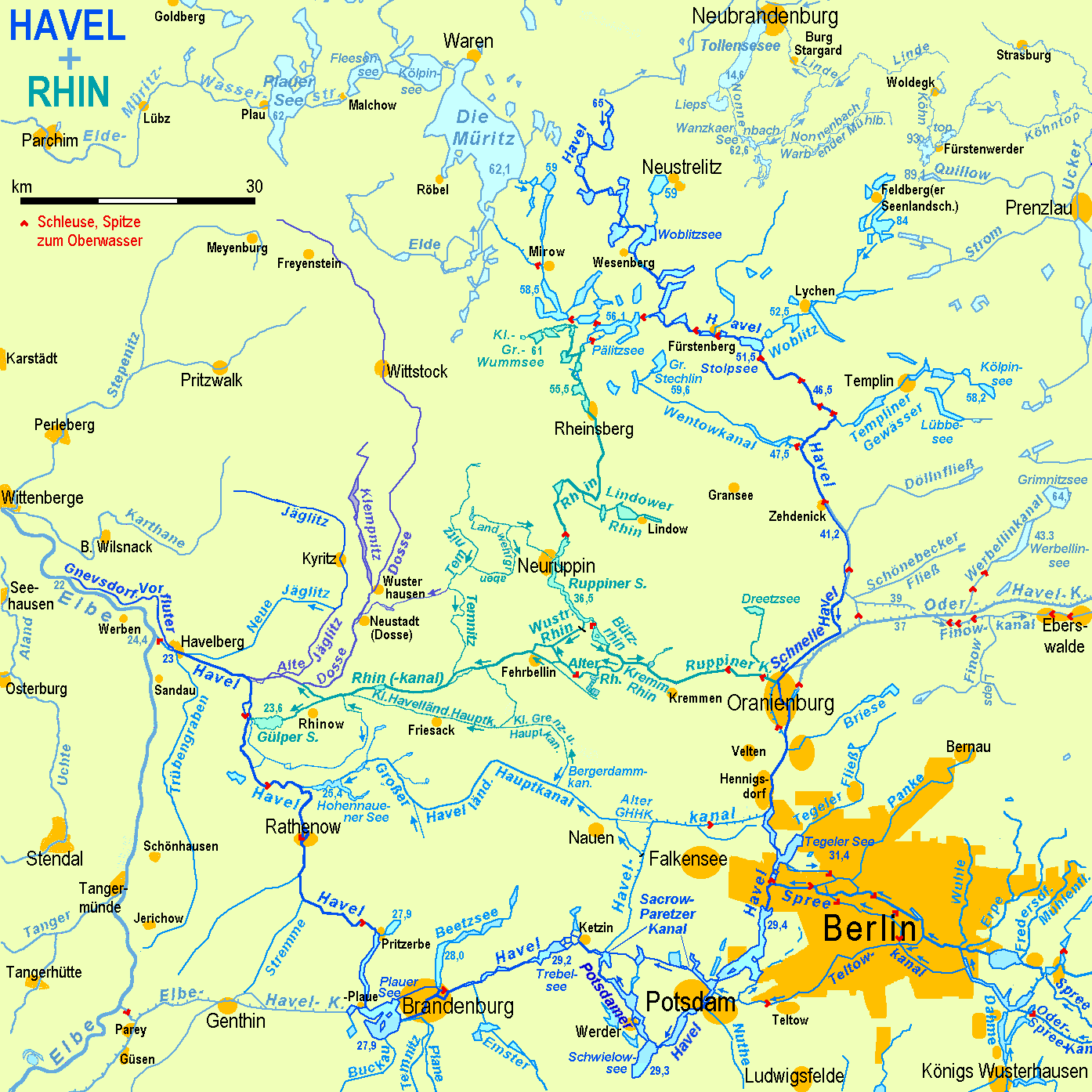
하펠강

하펠강(독일어: Havel)은 독일의 강으로 길이 325 km이다. 엘베강의 지류이다. 오데르-하펠 운하를 통해 오데르강과 연결되어 있다.
메클렌부르크포어포메른주에서 발원하여 브란덴부르크주와 베를린을 거쳐 작센안할트주의 하펠베르크에서 엘베강에 합류된다.